# Pranas Giedrimas
Pranas Giedrimas – litewski strzelec, medalista mistrzostw świata.

## Kariera
Podczas swojej kariery Pranas Giedrimas zdobył trzy medale na mistrzostwach świata (wyłącznie srebrne). Podczas turnieju w 1937 roku został indywidualnym wicemistrzem świata w pistolecie szybkostrzelnym z 25 m, przegrywając wyłącznie z Łotyszem Kārlisem Kļavą. Wraz z drużyną został srebrnym medalistą w 1937 roku (skład zespołu: Pranas Giedrimas, Antanas Karčiauskas, Antanas Mažeika, Vladas Nakutis, Kazys Sruoga) i 1939 roku (skład drużyny: Pranas Giedrimas, Antanas Jelenskas, Antanas Mažeika, Jonas Miliauskas, Vladas Nakutis). Podczas mistrzostw w Lucernie zajął indywidualnie 10. miejsce.
Zdobył przynajmniej osiem medali mistrzostw Litwy, w tym sześć złotych. Przynajmniej czterokrotnie poprawiał rekordy kraju w różnych konkurencjach.

## Medale mistrzostw świata
Opracowano na podstawie materiałów źródłowych:
| Mistrzostwa   | Konkurencja                              | Wynik                           | Miejsce |
| ------------- | ---------------------------------------- | ------------------------------- | ------- |
| Helsinki 1937 | Pistolet szybkostrzelny, 25 m            | 54 pkt.                         |         |
| Helsinki 1937 | Pistolet szybkostrzelny, 25 m, drużynowo | 244 lub 91 pkt. (druż.)         |         |
| Lucerna 1939  | Pistolet szybkostrzelny, 25 m, drużynowo | 268 pkt. (druż.) 54 pkt. (ind.) |         |